# Thiess Büttner
Thiess Büttner (* 1966 in Kiel) ist ein deutscher Wirtschaftswissenschaftler und Hochschullehrer für Volkswirtschaftslehre an der Friedrich-Alexander-Universität Erlangen-Nürnberg. Er ist seit Juni 2018 Vorsitzender des unabhängigen Beirats des Stabilitätsrats. Von Januar 2015 bis Dezember 2018 war er Vorsitzender des Wissenschaftlichen Beirats beim Bundesministerium der Finanzen.

## Leben
Er promovierte 1997 an der Universität Konstanz mit einer Arbeit über regionale Arbeitsmärkte und habilitierte sich 2003 an der Universität Mannheim mit Aufsätzen zum Fiskalföderalismus. Von Dezember 1997 bis November 2004 arbeitete er als Wissenschaftler am Zentrum für Europäische Wirtschaftsforschung in Mannheim in wechselnden Positionen, seit 2003 als Forschungsbereichsleiter für den Bereich Unternehmensbesteuerung und öffentliche Finanzwirtschaft. Von Dezember 2004 bis September 2010 war er CESifo Professor für Volkswirtschaftslehre insbesondere Finanzwissenschaft an der Ludwig-Maximilians-Universität München und leitete den Bereich Öffentlicher Sektor am Ifo-Institut, München. Seit Oktober 2010 ist Büttner an der Friedrich-Alexander-Universität Erlangen-Nürnberg. Längere Forschungsaufenthalte führten ihn an die University of Kentucky (2001) und die University of Oxford (2009).
Von 2008 bis 2012 war Büttner Vorsitzender des Ausschusses für Regionaltheorie und -politik des Vereins für Socialpolitik.

## Veröffentlichungen (Auswahl)
- mit Dieter Brümmerhoff: Finanzwissenschaft. Oldenbourg, München, 11. Auflage, 2014, ISBN 978-3-486-72132-4
- mit Anja Hönig, Georg Wamser, Chang W. Nam, Michael Stimmelmayr: Neutralitätsverletzungen in der Besteuerung von Kapitaleinkommen und deren Wachstumswirkungen: eine theoretische und empirische Analyse des deutschen Steuersystems.  Tübingen, Mohr Siebeck, 2012, ISBN 978-3-16-151832-4
- Agglomeration, growth, and adjustment: a theoretical and empirical study of regional labor markets in Germany. Physica, Heidelberg, 1999, ISBN 3-7908-1160-2